# EIA
EIA (англ. Electronic Industries Alliance) — Альянс галузей електронної промисловості. Розташована в США професійна організація, яка розробляє електричні та функціональні стандарти з ідентифікатором RS (Recommended Standards).
До жовтня 1997 р. називалася Electronic Industries Association.
EIA припинила свою діяльність 11 лютого 2011 року, але в колишніх секторах продовжують обслуговування стандартів.
EIA розділила свою діяльність в наступних секторах:
- ECA — Electronic Components, Assemblies, Equipment & Supplies Association;
- JEDEC — JEDEC Solid State Technology Association;
- GEIA — (тепер частина TechAmerica), Government Electronics and Information Technology Association;
- TIA — Telecommunications Industry Association;
- CEA — Consumer Electronics Association.

## Позначення стандартів (RS або EIA)
Стандарти маркувалися буквами RS (Recommended Standards), однак EIA офіційно замінив «RS» на «EIA / TIA» з метою полегшити ідентифікацію походження своїх стандартів. Багато інженерів продовжують використовувати старе позначення.
Стандарти RS, як випливає з назви, є рекомендованими, тобто вони ніким не прийняті.
Найвідоміший з її стандартів — RS-232-C.